# Ростиславська вулиця
Ростисла́вська ву́лиця — вулиця в Шевченківському районі міста Києва, місцевість Шулявка. Пролягає від вулиці В'ячеслава Чорновола до вулиці Богдана Гаврилишина та вулиці Коперника.
Прилучається вулиця Шолуденка.

## Історія
Вулиця виникла у середині XIX століття. З 1869 року мала назву Лагерна, як дорога до казарм Луцького полку (були розташовані на Дегтярівській вулиці). Пролягала до території сучасного Зоологічного парку (на ділянці між теперішньою вулицею Богдана Гаврилишина і до кінця забудови фігурувала також під назвою 2-га Лагерна; об'єднана з 1-ю Лагерною вулицею у 1944 році під назвою Табірна).
У середині XX століття скорочена до сучасних розмірів під час знесення старої забудови (водночас було ліквідовано вулиці, що зображувалися на картах міста другої половини XIX століття, але не розплановані в натурі: Брусилівську, Ізяславську, Ростиславську (цей годонім нині відновлено), Тюремну, Ясногородську). 1967 року отримала назву вулиця Маршала Рибалка, на честь радянського військового діяча, маршала танкових військ, двічі Героя Радянського Союзу Павла Рибалка.
Сучасна назва на честь Великого князя київського Ростислава Мстиславича — з 2023 року.

## Забудова
Житлових будинків на вулиці небагато. Більшість з них — п'ятиповерхові «хрущовки», зведені у 1960-х роках. Цікавим є будинок № 1 — односекційна дев'ятиповерхівка з силікатної цегли. Це один з небагатьох київських представників серії II-18/9, дуже поширеної у Москві.
Будинок № 11 — будівля колишнього пожежного депо Окркомгоспу, зведеного у 1927 році. Це була перша київська будівля у ще незвичному тоді стилі конструктивізм. Автор проекту — архітектор Михайло Анічкін.
Будинки № 10/8 та № 6/27 зведені у 1910 році у стилі неокласицизм, як казарми для розміщення військових київського гарнізону. Архітектор — Михайло Бобрусов. За тодішніми правилами місто мало за власний кошт надавати житло військовикам, для чого часто будувалися муніципальні будинки казарменого типу. В цих казармах до 1918 року розміщувалися дві батареї 33-ї артилерійської бригади.

## Галерея

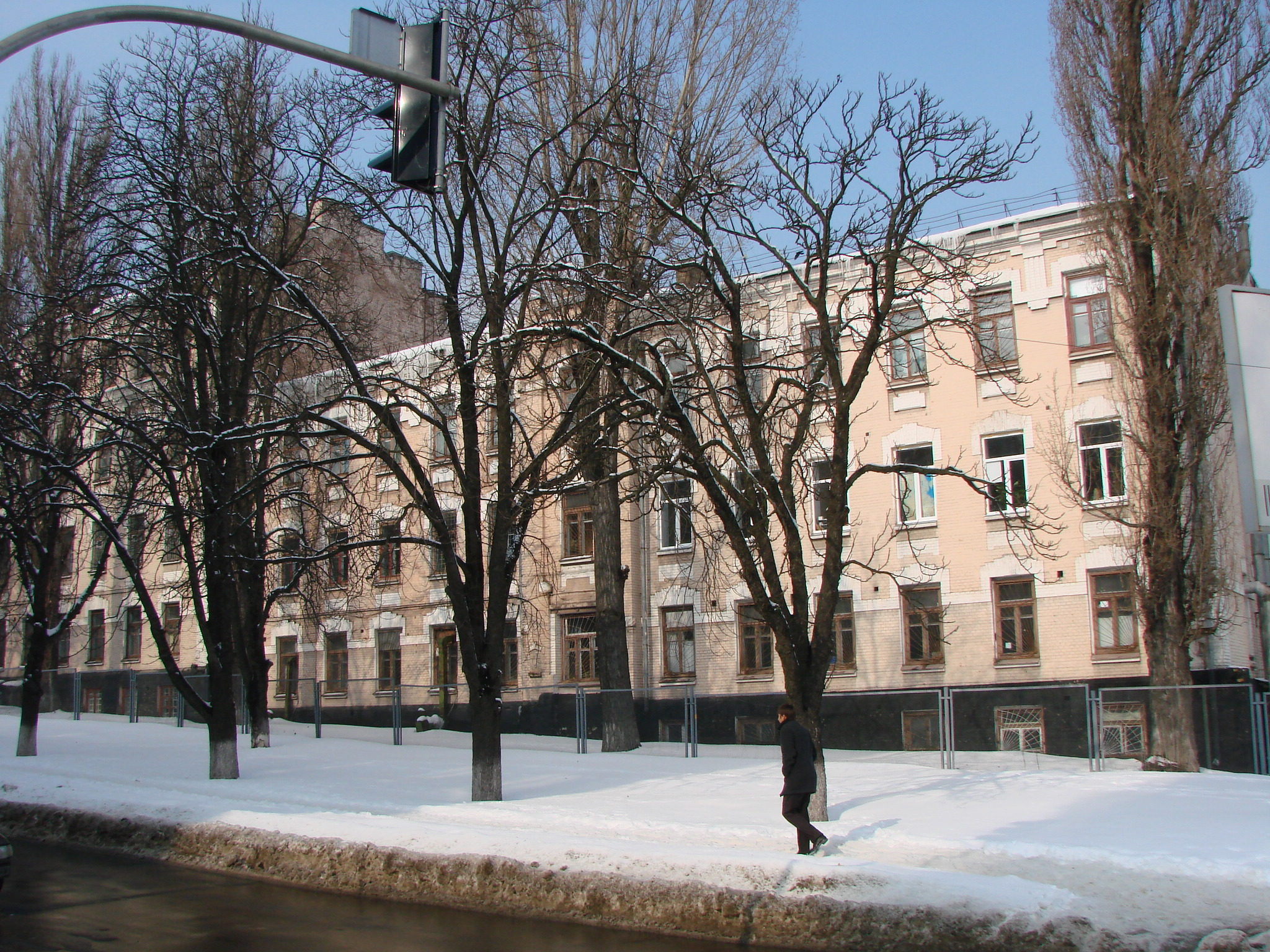
Корпус казарм, вул. Маршала Рибалка, 6/27
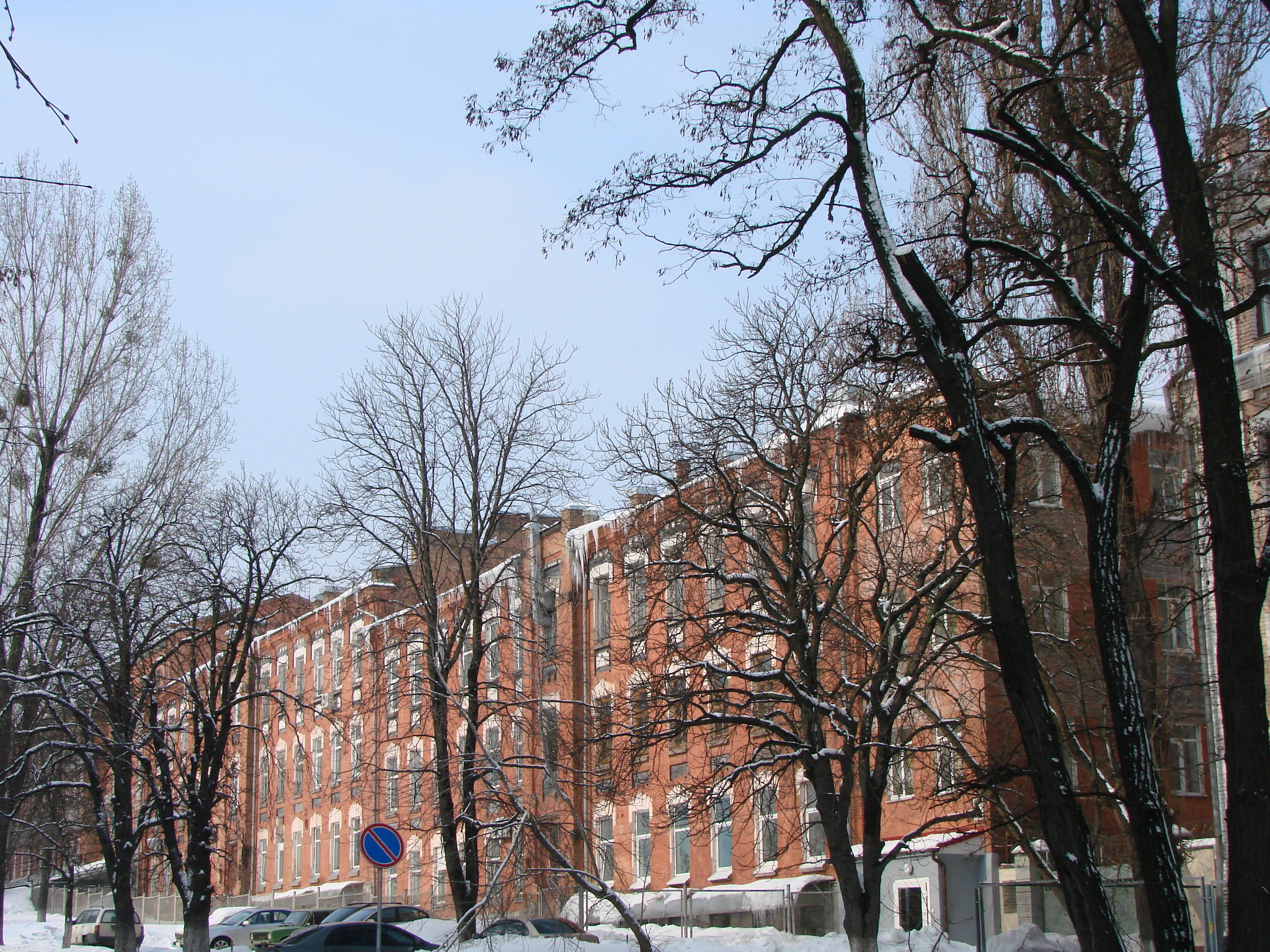
Корпус казарм, вул. Маршала Рибалка, 8
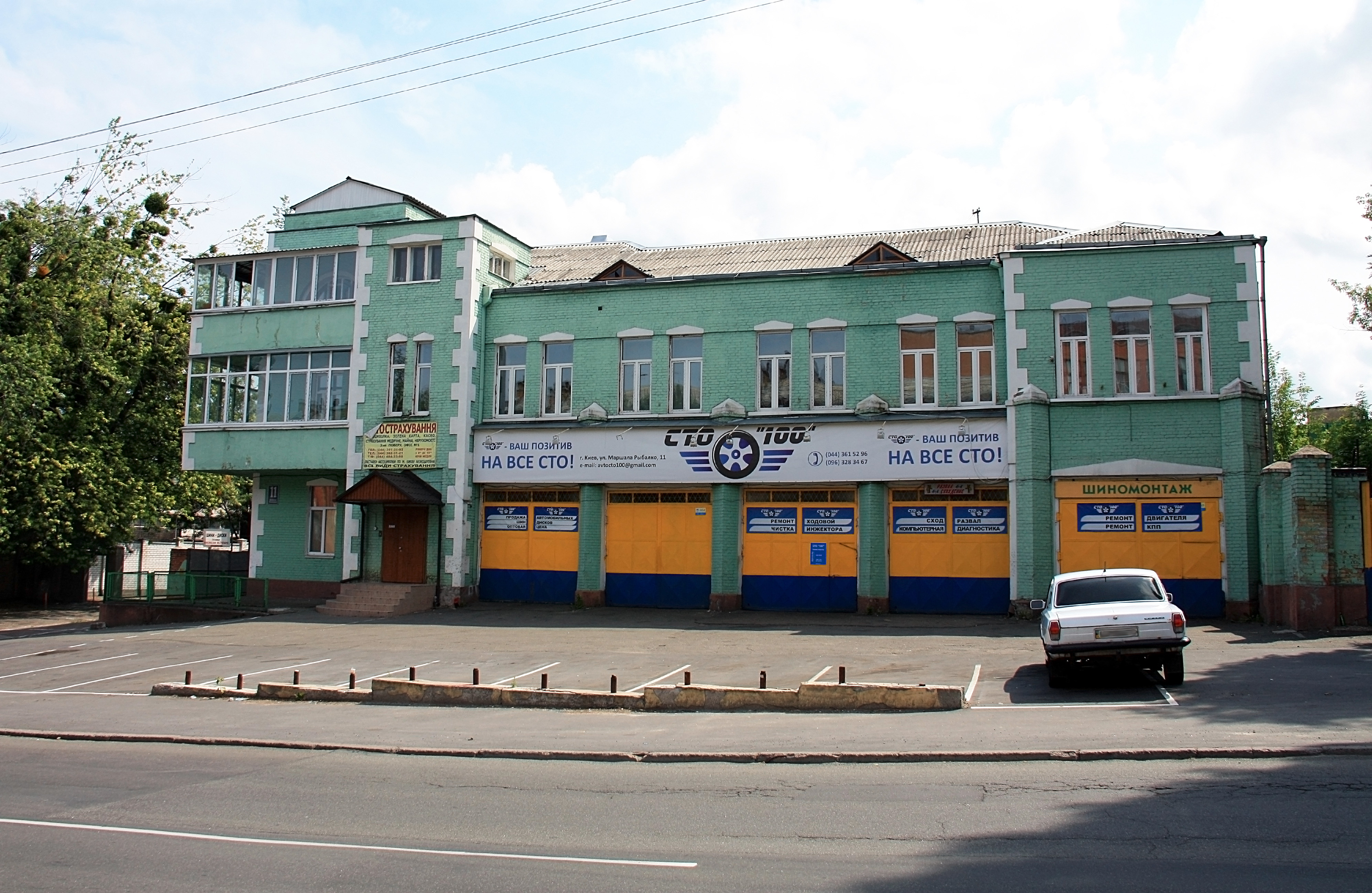
Пожежне депо, вул. Маршала Рибалка, 11